# Spinning Wheel
"Spinning Wheel" is een nummer van de Amerikaanse band Blood, Sweat & Tears. Het nummer werd uitgebracht op hun album Blood, Sweat & Tears uit 1968. In mei 1969 werd het nummer uitgebracht als de tweede single van het album.

## Achtergrond
"Spinning Wheel" is geschreven door zanger David Clayton-Thomas en geproduceerd door James William Guercio. Volgens Clayton-Thomas is het nummer "geschreven in een tijd waarin psychedelische beelden in alle liedteksten zaten... ik zei, 'Ga er niet te veel op in, omdat het toch wel weer overwaait' op mijn manier." Het nummer eindigt met de melodie van het Oostenrijkse volksliedje "O du lieber Augustin" uit 1815, waar ook de Engelstalige volksliedjes "The More We Get Together" en "Did You Ever See a Lassie?" op gebaseerd zijn. Volgens Guercio werd dit einde toegevoegd nadat het einde van de oorspronkelijke tape per ongeluk was gewist. Op de singleversie werd het nieuwe einde weggelaten, net als de trompetsolo van Lew Soloff. Ook werd de pianosolo voorafgaand aan het laatste couplet op deze versie ondersteund door een gitaar. Chuck Winfield, de vaste trompettist van de band, was verhinderd tijdens de opnamesessie en werd vervangen door Alan Rubin.
"Spinning Wheel" werd een grote hit en bereikte de tweede plaats in de Amerikaanse Billboard Hot 100, terwijl het in de Adult Contemporary-lijst een nummer 1-hit werd. Ook in Canada kwam de single tot de hoogste positie, en in Australië en Nieuw-Zeeland werd de top 10 bereikt. In Nederland kwam het nummer tot respectievelijk de plaatsen 23 en 18 in de Top 40 en de Hilversum 3 Top 30. Het nummer werd in 1970 genomineerd voor drie Grammy Awards in de categorieën Record of the Year, Song of the Year en Best Arrangement Accompanying Vocalist(s), en won in de laatste categorie.
"Spinning Wheel" werd gecoverd door vele artiesten, waaronder P.P. Arnold, Shirley Bassey, James Brown, Sammy Davis jr., Lenny Dee, Barbara Eden, Maynard Ferguson, Benny Goodman, Peggy Lee, Marianne Mendt, Dr. Lonnie Smith en Nancy Wilson. Daarnaast kent het nummer "All or Nothing" van Milli Vanilli een vrijwel gelijke melodie, waardoor Clayton-Thomas een rechtszaak aanspande tegen de groep vanwege auteursrechtenschending.

## Hitnoteringen

### Nederlandse Top 40
| Hitnotering: 28-06-1969 t/m 02-08-1969 | Hitnotering: 28-06-1969 t/m 02-08-1969 | Hitnotering: 28-06-1969 t/m 02-08-1969 | Hitnotering: 28-06-1969 t/m 02-08-1969 | Hitnotering: 28-06-1969 t/m 02-08-1969 | Hitnotering: 28-06-1969 t/m 02-08-1969 | Hitnotering: 28-06-1969 t/m 02-08-1969 | Hitnotering: 28-06-1969 t/m 02-08-1969 |
| Week                                   | 1                                      | 2                                      | 3                                      | 4                                      | 5                                      | 6                                      |                                        |
| -------------------------------------- | -------------------------------------- | -------------------------------------- | -------------------------------------- | -------------------------------------- | -------------------------------------- | -------------------------------------- | -------------------------------------- |
| Nummer                                 | 36                                     | 25                                     | 23                                     | 30                                     | 36                                     | 37                                     | uit                                    |

### Hilversum 3 Top 30
| Hitnotering: 18-06-1969 t/m 26-07-1969 | Hitnotering: 18-06-1969 t/m 26-07-1969 | Hitnotering: 18-06-1969 t/m 26-07-1969 | Hitnotering: 18-06-1969 t/m 26-07-1969 | Hitnotering: 18-06-1969 t/m 26-07-1969 | Hitnotering: 18-06-1969 t/m 26-07-1969 | Hitnotering: 18-06-1969 t/m 26-07-1969 |
| Week                                   | 1                                      | 2                                      | 3                                      | 4                                      | 5                                      |                                        |
| -------------------------------------- | -------------------------------------- | -------------------------------------- | -------------------------------------- | -------------------------------------- | -------------------------------------- | -------------------------------------- |
| Nummer                                 | 24                                     | 18                                     | 19                                     | 24                                     | 28                                     | uit                                    |

### NPO Radio 2 Top 2000
| Nummer met noteringen in de NPO Radio 2 Top 2000 | '99 | '00 | '01 | '02 | '03 | '04 | '05 | '06 | '07  | '08 | '09  | '10  | '11  |
| ------------------------------------------------ | --- | --- | --- | --- | --- | --- | --- | --- | ---- | --- | ---- | ---- | ---- |
| Spinning Wheel                                   | 717 | 897 | 765 | 777 | 891 | 912 | 821 | 942 | 1091 | 910 | 1648 | 1345 | 1618 |

1. ↑  Een vetgedrukt getal geeft de hoogste notering aan.
2. ↑  Deze tabel is bijgewerkt tot en met de laatste editie (2024).